# Geel
Geel ou Gheel é uma cidade e um município da Bélgica localizado no distrito de Turnhout, província de Antuérpia, região da Flandres. Tem cerca de 40.000 habitantes e fica a 60 quilómetros a noroeste de Bruxelas.
Geel está associada com uma colônia para doentes mentais.

## História
Durante o Renascentismo criaram-se asilos pela Europa. Santuários religiosos floresciam, devotados ao tratamento humano de pessoas com doenças mentais. O mais conhecido destes santuários foi criado em Geel. 
No começo do século XV, indivíduos de todo o mundo iam a Geel para cura psíquica. Os residentes locais recebiam os peregrinos em suas próprias casas e muitos permaneciam, criando a primeira "colônia" de pacientes mentais. A colônia de Geel foi a precursora das Comunidades terapêuticas atuais.
Difna é a padroeira da cidade de Geel, e também das pessoas com doenças psiquiátricas onde vários milagres ocorreram no local que Difna sofreu martírio, sendo seus pertences milagrosos.Contudo atraiam fiéis na idade média que faziam longas peregrinações para receber esses milagres, sendo que de longe todos conheciam esses acontecimentos pois se espalhavam por toda Europa.
Com a crescente demanda, os cidadãos de Geel, tocados no coração por serem cristãos e para fazer o bem, inciaram - se com os acolhimentos em suas casas de pessoas acometidas por essa enfermidades psiquiátricas, onde acolhem em suas casas para cuidar e dar afeto.
Hoje a Cidade possui um Instituto de referência avançada, onde envolvem esses pacientes com atividades manuais para que não sintam - se desmotivados. Essa é a História de acolhimento e dedicação ao próximo, essa prática ocorre a mais de 800 anos.

## Património
- Museu de Relógios
- Museu de Lâmpadas
- Campo de orquídeas
- Árvore centenária
- Moinhos
- Cemitério militar, com 400 soldados da Commonwealth mortos pelos nazis